# Мограндзини, Роберто
Роберто Мограндзини (итал. Roberto Mogranzini; род. 6 января 1983, Перуджа) — итальянский шахматист, гроссмейстер (2013).
В составе 3-й сборной Италии участник 37-й Олимпиады в Турине (2006).

## Изменения рейтинга
| Графики недоступны из-за технических проблем. См. информацию на Фабрикаторе и на mediawiki.org. |